# Фрагонар, Жан-Оноре
Жан-Оноре́ Фрагона́р (фр. Jean-Honoré Fragonard; 5 апреля 1732, Грас, Королевство Франция — 22 апреля 1806, Париж, Первая Французская империя) — французский живописец, рисовальщик и гравёр, один из главных, наиболее многосторонних и плодовитых художников позднего рококо и начала неоклассицизма второй половины XVIII века. Художник пасторального пейзажа, бытового жанра, портрета и так называемых «галантных сцен». Ассоциированный член Королевской академии живописи и скульптуры.

## Биография
Жан-Оноре Фрагонар родился в Грасе, юго-восточная Франция, в семье перчаточника Франсуа Фрагонара и Франсуазы Пети. Будущий художник покинул родной город вместе с семьёй в возрасте шести лет и оказался в Париже, где прошла большая часть его творческой жизни. Его двоюродный брат — известный медик-анатом Оноре Фрагонар.
Нотариус, у которого он стал клерком в тринадцать лет, заметил его художественные способности. Проработав некоторое время помощником Жана-Батиста Симеона Шардена, в четырнадцать лет он поступил учеником в мастерскую выдающегося мастера французского рококо Франсуа Буше. Вскоре Буше вручил ему престижный приз: Большую Римскую премию Королевской академии живописи и скульптуры, который он выиграл в 1752 году за представленную картину «Иеровоам, приносящий жертву идолам». Карьера в жанре исторической живописи тогда казалась ему очевидной. Таким образом, он поступил на три года в Королевскую школу привилегированных учеников (l’École royale des élèves protégés), которой руководил художник Шарля-Андре ван Лоо.
В 1756 году Фрагонар уехал во Французскую академию в Риме в компании своего друга Юбера Робера и архитектора Виктора Луи. Он жил в Риме до апреля 1761 года. В своих ранних итальянских произведениях испытал влияние венецианца Джамбаттисты Тьеполо и барочного стиля Пьетро да Кортоны. В этот период его главным покровителем был художник и археолог-любитель аббат Ришар де Сен-Нон, вместе с которым и с Юбером Робером он покинул Вечный город, посетил Флоренцию, Болонью и Венецию, совершил поездку на юг Италии, а затем отправился во Францию.
Плодом этой поездки стало издание сборника гравюр «Путешествие в Неаполь и Сицилию» (Voyage de Naples et de Sicile), в котором большинство рисунков награвировано Фрагонаром. По возвращении в Париж художник получил мастерскую во дворце Лувра, где жил, и отвечал за оформление Галереи Аполлона.
В 1765 году Жан-Оноре Фрагонар выставил в парижском Парижском Салоне картину «Корез и Каллироя» (ныне находится в Лувре), за которую Королевская академия живописи и скульптуры приняла его в свои члены. Картина была заказана Мануфактурой гобеленов в Париже в качестве картона для серии шпалер «Любовь богов».
Но, отчаявшись достичь положения первого художника в классическом жанре аллегорических картин, Фрагонар оставил его ради эротических сцен бытового жанра, имевших наибольший успех при дворе Людовика XV. Вскоре он стал модным художником, мастером пасторальных пейзажей и женских портретов, а затем так называемых «кабинетных картин» малого формата.
В 1773 году, после летней поездки во Фландрию, граф Пьер Жак Онезим Бержере де Гранкур предложил художнику стать его гидом в поездке по Италии, а затем по странам Центральной Европы, которая должна была начаться в октябре. Фрагонар проектировал семейный замок графа. Поездка завершилась в сентябре 1774 года после посещений Вены, Праги, Дрездена, Франкфурта и, наконец, Страсбурга. Произведения художника вошли в моду и продавались по высокой цене, благодаря чему он заработал хорошие средства. Но вспыхнувшая революция разорила его, а классицизм, новый стиль во французском искусстве, основанный Жаком Луи Давидом, лишил его прежней популярности.
В 1793 году Фрагонар уехал из Парижа в Грас. Во время революции он останавливался в Грасе у своего двоюродного брата Александра Мобертена. Тогда же Фрагонар стал членом Коммуны искусств. Впоследствии он по рекомендации Жака-Луи Давида был назначен Национальным собранием одним из хранителей музея Лувра.
В 1805 году все художники, в том числе Фрагонар, были изгнаны из Лувра императорским указом после реорганизации здания в Музей Наполеона. Исчезновение аристократических заказчиков — разорённых или сосланных — привело к тому, что Фрагонар потерял источники дохода. Он переехал к своему другу Вери в Пале-Рояль. В следующем году он умер, по-видимому, охваченный церебральной конгестией в своём новом доме, расположенном в галереях Пале-Рояля, к почти полному безразличию своих современников, поскольку сентиментальный стиль рококо, в котором он работал, был забыт ещё раньше.
Отпевание состоялось в церкви Сен-Рош. Фрагонар был похоронен на старом кладбище Монмартра, но могила исчезла примерно в середине XIX века, а к стене места, где находилось захоронение, была прикреплена мраморная доска-кенотаф.

## Творчество
Жан-Оноре Фрагонар «появляется во французском искусстве в те годы, когда оно становится ареной сложных перекрёстных влияний. Наделённый кроме редкостного таланта ещё и врождённой восприимчивостью, гибкостью, импульсивным темпераментом, он испытал на себе эти влияния, и его путь определили судьбы всего французского искусства той эпохи… Он не сделал академической карьеры и не стал придворным живописцем… Один за другим он пересекает на своём пути периоды господства разных стилей или разных веяний. В его живописи соединяются блистательная лёгкость рококо, сентиментальная идилличность семейных сцен, бурная патетика высокого исторического стиля, и едва ли не в каждой из этих сфер он создаёт прекрасные произведения».
В Риме на творчество Фрагонара значительное влияние оказали итальянские мастера XVII—XVIII веков: Федерико Бароччи, Франческо Солимена, и в особенности Джованни Баттиста Тьеполо.
Однако вскоре он прекратил писать исторические и аллегорические картины и, последовав вкусам эпохи, стал писать пасторали и «галантные сцены» в духе Антуана Ватто и Франсуа Буше, сцены интимной жизни пикантного, иногда беззастенчиво-эротического содержания, декоративные панно, портреты, миниатюры в технике акварели, рисовал пастелью и гравировал по собственным рисункам в технике офорта.

 «С годами, продолжая работать в этом жанре, художник сумел выработать собственный, слегка сентиментальный, но более реалистичный, чем у Буше стиль. В отличие от своего выдающегося предшественника, Фрагонар не стал мастером какого-либо одного жанра или сюжета, он писал и портреты, пейзажи. По заказу графини Дю Барри создал серию картин „Успехи любви“. Постепенно, под воздействием идей Просвещения, Фрагонар эволюционировал от пасторалей к бытовому жанру с настроениями сентиментализма и заметным влиянием малых голландцев. Но на закате XVIII столетия он снова вернулся к откровенной эротике рококо, правда усилив этот стиль тонким наблюдением натуры и виртуозной манерой живописной импровизации, почти импрессионистической. „За один час“, — гордо писал художник на только что сделанной картине. В некоторых произведениях, как и Ватто, легко и изящно, по-французски, этот художник достигает высшей точки живописи, артистичной и свободной. Популярность Фрагонара была столь велика, что парижане звали его запросто: Фраго»
К числу известных картин Фрагонара относятся: «Урок музыки», «Пастораль» (амуры указывают отдыхающим под деревом любовникам на циферблат), «Купальщицы», «Спящая нимфа», «Амур, снимающий сорочку с красавицы» (La chemise enlevée), «Молодой гитарист»; «Молодая читательница» в вашингтонской галерее искусства; «Вдохновение» и «Задвижка» в Лувре; «Семейство фермера» и «Поцелуй украдкой» в санкт-петербургском Эрмитаже; «В отсутствие отца и матери», «Прятки», «Генрих IV и Габриэль» и «Учёные собаки» — в разных частных коллекциях.
Замечательные рисунки Фрагонара гравировал его большой друг Ришар де Сен-Нон.

## Семья
В 1769 году художник женился на Мари-Анн Жерар (1745—1823), которая также была художницей; у них родилось двое детей: дочь Розали (1769—1788) и сын Александр-Эварист (1780—1850), вслед за отцом ставший живописцем, а также литографом. Внук Жана-Оноре — Теофил Фрагонар (1806—1876), живописец, рисовальщик и гравёр. Правнук (?) — Антонин Фрагонар (?—1887), скульптор. Художниками были и другие члены семьи.

## Память
В эпоху академического классицизма, в течение полувека или более, Фрагонар был настолько непопулярен, что Вильгельм Любке в 1873 году в книге по истории искусств опускает само упоминание его имени. Последующая переоценка подтвердила положение Фрагонара среди выдающихся мастеров французской живописи. Картины Фрагонара, наряду с картинами Франсуа Буше подводят итог целой эпохе.
В честь Жана-Оноре Фрагонара названы фабрика и музей духов «Fragonard». Фабрики расположены в Грасе и в Эзе. Музей Фрагонара создан в Париже.

## Галерея
- Молодая женщина, сидящая на полу. Бумага, сангина. Британский музей, Лондон
- Аллея кипарисов на вилле д'Эсте. Между 1760 и 1765. Бумага, сангина, тушь, сепия, перо, кисть. Национальная галерея искусства, Вашингтон
- Стоящая женщина. Между 1775 и 1785. Бумага, сангина. Рейксмюсеум, Амстердам
- Чтение. Между 1765 и 1775. Бумага, тушь, кисть. Национальная галерея искусства, Вашингтон
- Ангорский кот. Между 1783 и 1785. Холст, масло. Музей Вальрафа-Рихарца, Кёльн
- Игра в жмурки. Между 1775 и 1780. Холст, масло. Музей искусств Тимкена, Сан-Диего, США
- Счастливые возможности качелей. 1767-1768. Холст, масло. Собрание Уоллеса, Лондон
- Прогресс любви: Свидание. Между 1771 и 1773. Холст, масло. Коллекция Фрика, Нью-Йорк
- Музыкальное соревнование. Между 1754 и 1755. Холст, масло. Собрание Уоллеса, Лондон
- Портрет Дени Дидро. Ок. 1769. Холст, масло. Лувр, Париж
- Любовное письмо. Ок. 1770. Холст, масло. Метрополитен-музей, Нью-Йорк
- Девочка, играющая со щенком (La Gimblette). Ок. 1770. Холст, масло. Старая Пинакотека, Мюнхен
- Задвижка. Между 1777 и 1779. Холст, масло. Лувр, Париж
- Поцелуй украдкой. Ок. 1780. Холст, масло. Государственный Эрмитаж, Санкт-Петербург
- Девушка с сурком. Бумага, акварель, итальянский карандаш, сангина. Альбертина, Вена
- Портрет аббата Ришара де Сен-Нона «a l’Espagnole». Ок. 1769. Холст, масло. Национальный музей искусства Каталонии, Барселона
- Девушка с кошкой. Холст, масло. Музей Лангматт, Баден, Швейцария
- Молодая читающая девушка. Ок. 1769. Холст, масло. Национальная галерея искусства, Вашингтон